# En vivo (álbum de Daniel Viglietti)
En vivo es un álbum en directo del cantautor uruguayo Daniel Viglietti, publicado originalmente en Europa en 1978, donde vivió once años en exilio, producto de la dictadura cívico-militar de su país entre 1973 y 1985. El disco corresponde a una serie de canciones tocadas en vivo en Argentina entre 1971 y 1973.
En la «Canción para mi América» cantan con Viglietti el dúo chileno Isabel y Ángel Parra, hijos de Violeta Parra. La canción «Vamos, estudiantes» pertenece a la banda sonora de la película Me gustan los estudiantes de Mario Handler, grabada en Uruguay en 1968.

## Lista de canciones
Toda la música compuesta por Daniel Viglietti, salvo que se indique lo contrario. 
| Cara A |                                                 |                                       |          |  |
| N.º    | Título                                          | Música                                | Duración |  |
| 1.     | «Nuestra bandera»                               |                                       |          |  |
| 2.     | «El diablo en el paraíso»                       | Violeta Parra                         |          |  |
| 3.     | «De noche en casa, juntos» (versión castellana) | Raimon                                |          |  |
| 4.     | «Vamos, estudiantes»                            |                                       |          |  |
| 5.     | «Que no encuentre ni el rocío*»                 | tradicional peruana, Daniel Viglietti |          |  |
| 6.     | «A desalambrar»                                 |                                       |          |  |

| Cara B |                                                      |                              |          |  |
| N.º    | Título                                               | Música                       | Duración |  |
| 7.     | «Cielito del calabozo»                               |                              |          |  |
| 8.     | «Por todo Chile»                                     |                              |          |  |
| 9.     | «Canción para mi América» (con Isabel y Ángel Parra) |                              |          |  |
| 10.    | «Anaclara»                                           |                              |          |  |
| 11.    | «Otra voz canta»                                     | Circe Maia, Daniel Viglietti |          |  |
| 12.    | «La senda está trazada»                              | Jorge Salerno                |          |  |

(*) Poema anónimo quechua traducido por S. Salazar Bondy y musicalizado por Viglietti.

## Créditos
Varios
- Colita y Archivo de D. V.: fotografía
- Juan M. Domínguez: diseño gráfico
- Estudios Audiofilm: copia y montaje
- J. M. Caballero Bonald: coordinación